# Municipalità locale di Nkandla
La municipalità locale di Nkandla (in inglese Nkandla Local Municipality) è una municipalità locale del Sudafrica appartenente alla municipalità distrettuale di King Cetshwayo, nella provincia di KwaZulu-Natal. In base al censimento del 2001 la sua popolazione è di 133.604 abitanti. La popolazione è per il 99% nera di cui il 98% zulu.
La sede amministrativa e legislativa è la città di Nkandla e il suo territorio è suddiviso in 14 circoscrizioni elettorali (wards). Il suo codice di distretto è KZN286.

## Geografia fisica

### Confini
La municipalità locale di Nkandla confina a nord e a ovest con quella di Nquthu (Umzinyathi), a nord con quella di Ulundi (Zululand), a est con quella di Mthonjaneni, a est e a sud con quella di Umlalazi, a sud con quella di Maphumulo (iLembe), a sud e a ovest con quella di Umvoti (Umzinyathi) e a ovest con quelle di Msinga e Nquthu (Umzinyathi).

### Città e comuni
- Chube
- Chwezi
- Cube
- Cunu
- Ekhukhanyeni
- Emangidini
- Godide
- Halambu
- Isilokomane
- Izigqoza
- Izindlozi
- Kahile
- Khabela
- Kwamkwaza
- Magwaza
- Mahlayizeni
- Mangidini
- Mbhele/amputi
- Mdimela
- Mhlatuze
- Mpungose
- Murasie
- Ndikwe
- Ndindini
- Ngono
- Nkandla
- Nkonisa
- Nkweme
- Ntuli
- Nxamalala
- Osborn
- Qudeni
- Uxutu
- Xulu
- Zindunduzeli
- Zinkuzini
- Zondi

### Fiumi
- Buffels
- Gubazi
- Mangani
- Manyane
- Mfongosi
- Mhlatuze
- Nyawushane
- Nsuze
- Umvuzane
- Vumanhlamvu